# Christopher Jullien
Christopher Jullien (Lagny-sur-Marne, 22 de março de 1993) é um futebolista francês naturalizado guadalupense que atua como zagueiro. Atualmente, joga pelo Montpellier.

## Títulos

### Celtic
- Scottish Premiership: 2019–20
- Copa da Liga Escocesa: 2019–20

### Seleção Francesa
- Copa do Mundo FIFA Sub-20: 2013